# Heterostemma membranifolium
Heterostemma membranifolium är en oleanderväxtart som först beskrevs av Carl Karl Adolf Georg Lauterbach och K. Schum., och fick sitt nu gällande namn av Rudolf Schlechter. Heterostemma membranifolium ingår i släktet Heterostemma och familjen oleanderväxter. Inga underarter finns listade i Catalogue of Life.